# Ярмольник, Леонид Исаакович
Леони́д Исаа́кович Ярмо́льник (род. 22 января 1954, станция Гродеково, Пограничный, Приморский край) — советский и российский актёр театра, кино, телевидения, озвучивания и дубляжа, кинопродюсер, теле- и радиоведущий, общественно-политический деятель и юморист. Лауреат Государственной премии России (2000). Трижды лауреат премии «Ника» (2000, 2015, 2021).
Актёр отказался от звания заслуженного артиста России в 1994 году, а спустя 10 лет — от звания народного артиста России, которое ему планировали присвоить без промежуточного звания в связи с его 50-летием.

## Биография

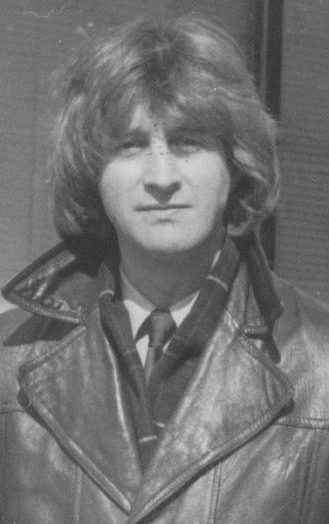
Ярмольник в 31 год. 1985 год, концертный зал «Октябрьский»

Родился 22 января 1954 года в еврейской семье. Отец — Исаак Ярмольник (1930—2010), уроженец Овруча, был военнослужащим. Мать — Фаина Леонидовна Ярмольник (род. 1935), работала лаборантом в клинической лаборатории. В 1955 году семья переехала в Овруч, детство и школьные годы прошли во Львове. В детстве занимался плаванием, конькобежным спортом, музыкой, участвовал в драматической студии, увлекался музыкой группы The Beatles.
Окончил Театральное училище имени Б. В. Щукина в 1976 году. Выпускник курса Юрия Катина-Ярцева, которого считает своим учителем.
В 1976—1984 годах — актёр Театра на Таганке. Параллельно с учёбой снимался в кино (к/ф «Тот самый Мюнхгаузен», «Сказка, рассказанная ночью», «Инспектор Лосев», «Пеппи Длинныйчулок» и другие).
По его словам, «некоторую известность» ему принесла роль преступника Гнуса в кинофильме «Сыщик» 1979 года: многие подростки повторяли придуманный Ярмольником «блатной» жест с плевком на палец и последующим растиранием пальца о подбородок, произносили фразу Гнуса «Да пошёл ты, козёл!» Эта фраза была ответом Гнуса на реплику его партнёра по эпизоду, героя Вадима Захарченко: «Не рычи!» (мотоцикл Гнуса производил оглушительный рёв). Запомнилась зрителям и роль Феофила (сын барона Мюнхгаузена), которую Ярмольник сыграл в телефильме «Тот самый Мюнхгаузен», вышедшем на экраны в том же году.
Однако «невероятную популярность» и «повсеместную узнаваемость» Ярмольнику, по его мнению, принесла эстрадная миниатюра «Цыплёнок табака», сыгранная им в 1982 в жанре юмористической пантомимы и показанная в телевизионной программе «Вокруг смеха». В 1988 году гастролировал в США вместе с Александром Абдуловым и Андреем Макаревичем.
В начале 1990-х годов становится одним из самых популярных персонажей зарождающегося российского шоу-бизнеса. В это время он вёл на радио «Шоу Леонида Ярмольника». После распада Советского Союза в 1990-е годы материально поддерживал известных советских киноактёров, оказавшихся на грани нищеты. Ежемесячно высылал в их адрес по 200 долларов США.

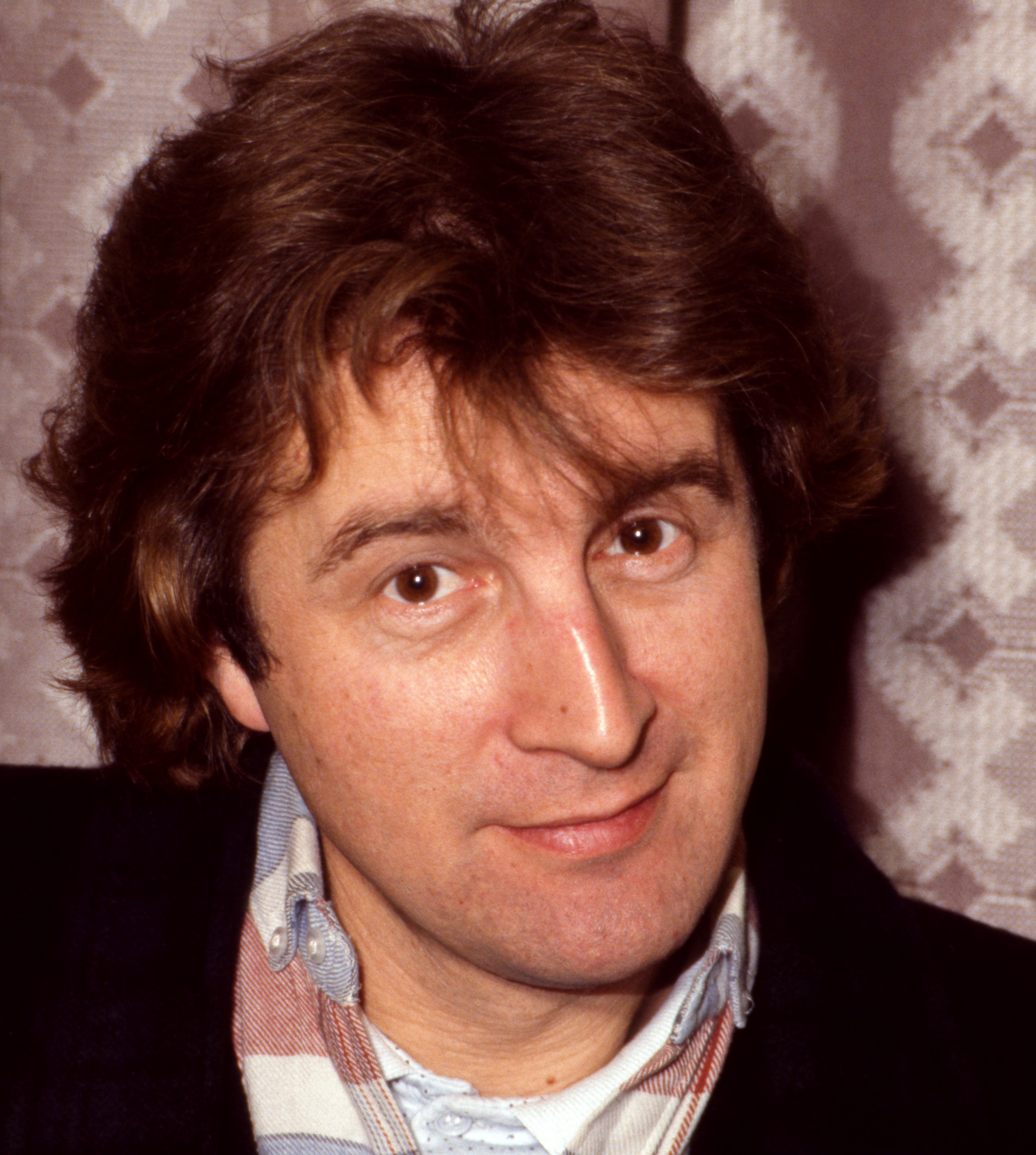
1991 год

В 1991 году принял участие в последнем выпуске капитал-шоу «Поле чудес» с Владиславом Листьевым.
Соучредитель и президент студии «L-клуб», вёл одноимённую передачу на телевидении. Был ведущим телеигр «Форт Боярд», «Отель», «Золотая лихорадка» и «Гараж».
В 1997 году вместе с Юрием Сенкевичем, Туром Хейердалом, Стасом Наминым, Леонидом Якубовичем, Андреем Макаревичем и Марком Гарбером совершил кругосветное путешествие через остров Пасхи. Во время путешествия сняли 3 фильма: Ю. Сенкевич снял фильм для «Клуба путешественников», А. Макаревич — для своей передачи, С. Намин — для «National Geographic».

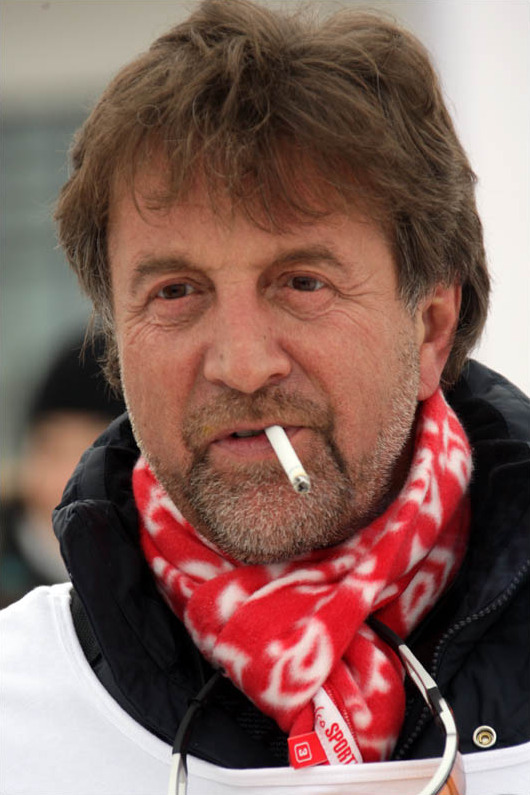
Ярмольник в 2009 году

До 2012 года являлся членом жюри КВН и, в частности, 12 раз подряд участвовал в жюри фестиваля КВН «Голосящий КиВиН». Позднее из-за разногласий с Александром Масляковым перестал участвовать в работе жюри КВН.
Со 2 марта по 8 июня 2014 года был членом жюри в шоу перевоплощений «Точь-в-точь».
Работает в театре «Современник».
Самой трудной из своих работ в кинематографе считает роль дона Руматы в фильме Алексея Германа «Трудно быть богом», работа над которым длилась 15 лет. В этой связи актёр вспоминает придуманный Александром Абдуловым анекдот: «Один киношник говорит при встрече другому: „Слышал, Ярмольник на съёмках у Германа умер!“ Второй сокрушается: „Ухайдокал-таки, чёрт, замучил до смерти!“ А первый ему: „Не-е, Лёня от старости скончался…“» В то же время работу с Алексеем Германом Ярмольник считает «подарком судьбы», «школой профессии и школой жизни». Вита Иозовна Рамм отмечала, что его «долго держали исключительно за комика и только после „Барака” (фильм 1999 года — прим.) признали драматический талант».
По самоощущению называет себя русским: «Очевидно, я еврей только номинально, а на самом деле, по сути своей, наверное, больше русский, чем многие славяне, потому что, как ни странно, меня так воспитали — и родители, и друзья, и учителя в Щукинском училище».

### Личная жизнь
- Сестра — Людмила Исааковна Ярмольник (род. 1961), с 1993 года живёт в Нью-Йорке с родителями и дочерью[13].
- Жил фактическим браком (1976—1980) с актрисой Театра на Таганке Зоей Пыльновой, которая в то время была женой актёра Владимира Ильина[14].
- Жена — Елена Гелиевна Конева (род. 1954), переводчик, внучка маршала И. С. Конева. [15]
- Жена (с 1983 года)[16] — Оксана Ярмольник (Афанасьева, род. 29 января 1960) — дизайнер, театральный художник по костюмам и актриса, изготавливает коллекционные куклы и игрушки[17][18], у неё мастерская на Арбате, которую ей подарил Леонид[19]. Бывшая возлюблённая певца и актёра Владимира Высоцкого, с которым была вплоть до его смерти в 1980 году[20][21].
  - Дочь — Александра Ярмольник (род. 2 декабря 1983) — художник по стеклу, изготавливает стеклянные скульптуры. Окончила МГХПУ им. Строганова[22][23], зять — бизнесмен Андрей Мальцев[24].
    - Внуки — Пётр Мальцев (род. 12 ноября 2014 г.)[24], Павел Мальцев (род. 2017 г.)[17].

### Общественно-политическая деятельность
В сентябре 1993 года поддержал роспуск Съезда народных депутатов и Верховного Совета Российской Федерации, однако не одобрил ввод войск в Москву 3 октября для силового подавления Верховного Совета и его сторонников.
С января 2012 года на президентских выборах в России был доверенным лицом кандидата Михаила Прохорова.
27 октября 2012 года на съезде политической партии «Гражданская платформа» избран в её федеральный гражданский комитет.
30 октября 2012 года выступил одним из организаторов митинга в защиту животных, на котором пригрозил, что будет убивать догхантеров. Является председателем попечительского совета Международного благотворительного фонда помощи животным «Дарящие надежду». Состоит в Общественном совете по проблемам безнадзорных и бесхозяйных животных.
В марте 2014 года поддержал аннексию Крыма Российской Федерацией, назвав его исконно русской землёй. В том же интервью обвинил западных украинцев в ксенофобии, что подтвердил личным свидетельством того, как жители Львова разорвали посредством двух берёз негра.
В то же самое время подписал обращение в защиту Андрея Макаревича, выступившего с критикой политики российских властей на Украине.
В 2016 году в интервью «Delfi» Ярмольник опровергал, что является членом попечительского совета политической «Партии роста», критикуя «вписавших» его туда журналистов. В мае 2018 года в интервью каналу RTVI Ярмольник также указал, что он не является членом совета данной партии: «Один раз я приехал, где мне это было предложено. Я сказал, всё. Я так же и сказал, мне хватит истории с „Гражданской платформой“. Я пас».
В 2019 году в интервью ТАСС Ярмольник объяснил, что отказывается от почётных званий потому, что считает, что в настоящее время их ценность девальвирована, и он не может с уважением относиться к этим званиям.
В январе 2024 года Ярмольник прямо поддержал вторжение России на Украину. В интервью ТАСС заявил, что происходящее «происходит по правильным законам для того, чтобы отстоять свой суверенитет, свои принципы, сохранить мир. Я считаю, что мы на той стороне, которая борется за победу света. А мир сошёл с ума, и очень многое забыли. И этих примеров уже такое количество, что нужно быть или слепым, или совсем сумасшедшим для того, чтобы это не понимать».

#### Выборы в Мосгордуму и участие в решении проблем бездомных животных

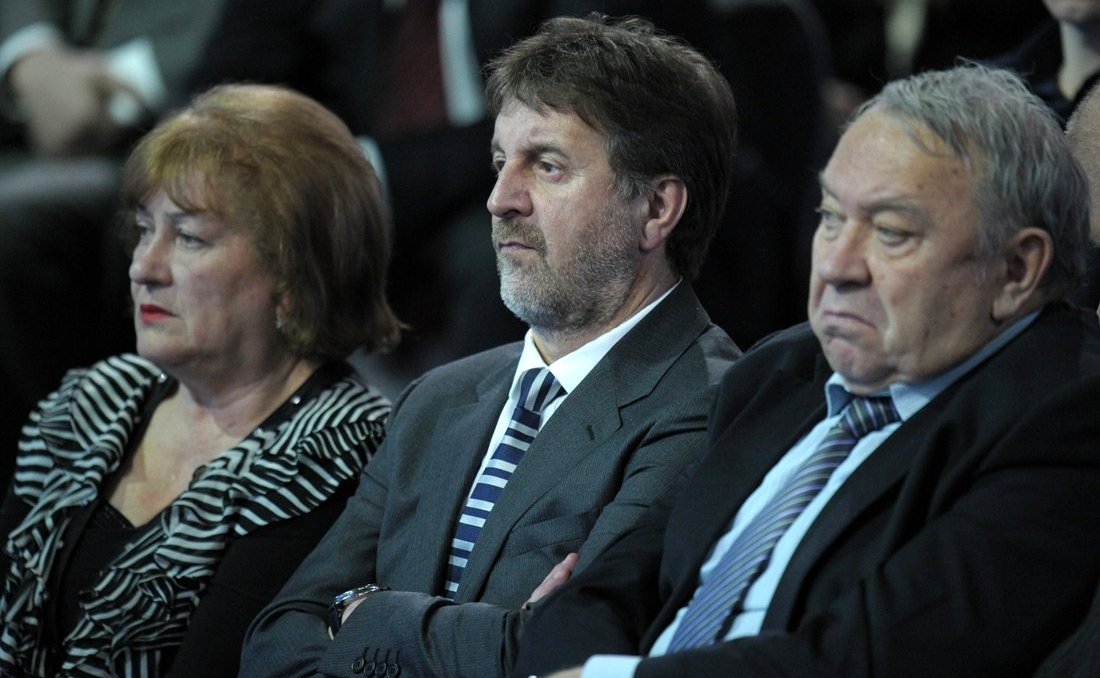
Леонид Ярмольник на «Прямой линии с Владимиром Путиным», 17 апреля 2014 года

В мае 2014 года Леонид Ярмольник объявил о намерении баллотироваться в Мосгордуму от политической партии «Гражданская Платформа» по округу № 43 (районы Арбат, Пресненский, Хамовники). Также он принял участие в праймериз «Моя Москва».
Актёр заявил, что в случае избрания собирается подходить к депутатской работе серьёзно, а начнёт с бездомных животных. «Как только решу вопросы с бездомными животными, займусь бездомными людьми», — заявил Ярмольник.
В ходе предвыборных дебатов первоочередной проблемой города Москвы Ярмольник назвал проблему бездомных животных.
Ещё в 1988 году Ярмольник переехал из Москвы в двухэтажный особняк в деревне Подушкино в 10 км к западу от столицы на Рублёвке. Последний раз он ночевал в Москве, по его словам, в начале 1990-х годов.
В 2007 году Ярмольник заявлял:
Я уже лет 20 живу в Подмосковье и ни за что на Москву его не променяю. В Подмосковье мне комфортнее, спокойнее, и в Москву абсолютно не тянет.
В 2010 году собаки Леонида Ярмольника, находившиеся на свободном самовыгуле в коттеджном посёлке Подушкино в Подмосковье, где тот проживает, покусали 2-летнюю девочку — соседку артиста. Ранее соседи требовали, чтобы животные артиста гуляли в намордниках и на поводках, но их просьба осталась без ответа. Позднее актёр заявлял, что за собаку может убить. В 2012 году отвечая на вопрос журналиста «Российской газеты», выступает ли он за свободу бродячих собак, он отметил, что в цивилизованном обществе бездомных собак не требуется преследовать и отлавливать, и только в условиях голода и отсутствия ухода они сбиваются в опасные стаи.
На голосовании, организованном по предложению гражданской инициативы «Моя Москва», на предварительных выборах депутатов Мосгордумы 6 июня 2014 года Ярмольник одержал победу. На выборах 14 сентября 2014 года Ярмольник проиграл, набрав 27,43 % голосов избирателей.

### Инциденты с нападением на журналистов
В мае 2007 года Ярмольник вместе с Александром Абдуловым набросился на фоторепортёра Марата Сайченко. Инцидент произошёл на выходе из ресторана ЦДЛ в Москве. Артист ругался матом, пытался вырвать камеру у журналиста, а затем ударил его наотмашь по лицу, заявив, что тот не имеет права его фотографировать. Пострадавший сообщил, что Ярмольник угрожал его убить, в случае если тот опубликует где-нибудь снятые фотографии, выхватил сотовый телефон и растоптал ногами, а затем ударил кулаком по лицу. Сайченко, обладающий спортивным разрядом по боксу, воздержался от самообороны, опасаясь последствий. По версии самого Ярмольника, «драки не было, потому что ребята так крепко держали свои фотоаппараты, что когда мы попытались их отнять, они ими же себя немножко и ушибли».
В 2014 году, после того как Президент РФ Владимир Путин наградил журналиста Марата Сайченко орденом Мужества, Ярмольник заявил, «что если бы такая история возникла снова, то поступил бы так же».
В апреле 2016 года Ярмольник набросился с кулаками на журналистов на выходе из ресторана после празднования дня рождения Аллы Пугачёвой, когда те поинтересовались, что он подарил имениннице. Вопрос вызвал яростную реакцию — артист выломал видоискатель видеокамеры оператору телекомпании НТВ.
Кроме этого, Ярмольник признался, что в 1980-е годы уже разбивал фотокамеру журналисту «Комсомольской правды».

### ДТП с ФСО
В октябре 2016 года на Кутузовском проспекте Ярмольник попал в ДТП с участием ведомственной машины Mercedes-Benz, принадлежащей ФСО. Стоимость ремонта автомобиля ФСО, помимо части, покрытой страховкой, ведомство решило в судебном порядке взыскать с Ярмольника. 30 апреля 2019 года Хамовнический суд Москвы частично удовлетворил иск ФСО России и взыскал компенсацию в 432000 рублей. С исковыми требованиями Ярмольник был не согласен:
Автомобиль стоит 1 500 000 рублей, а его ремонт — 1 200 000 рублей, такого быть не может. У меня ощущение, что они [ФСО] живут по другим законам и другим ценам. Дело не в деньгах, а в принципе.Леонид Ярмольник

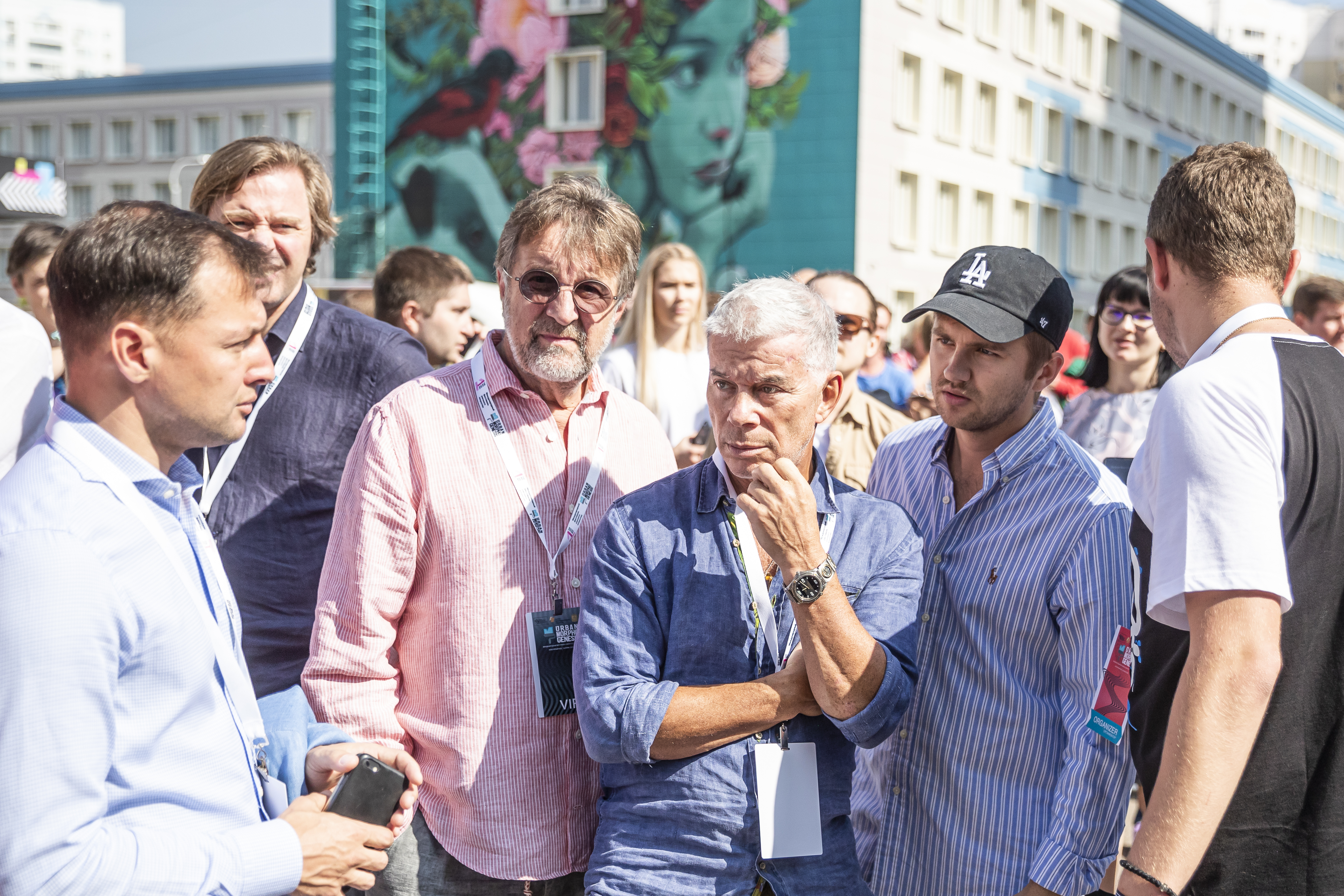
Ярмольник и Газманов в 2019 году

24 июля 2019 года Мосгорсуд вдвое увеличил сумму, которую Ярмольник должен был выплатить — 833000 рублей, а также госпошлину в размере 11 500 рублей.

## Связи с Латвией
В начале 2010-х годов Ярмольник купил квартиру в Юрмале. В 2013 году сам артист признался о наличии у него вида на жительство в Латвии, что вызвало негодование у зампреда фракции «Справедливая Россия» Госдумы Николая Левичева: осенью 2014 года тот инициировал запрос в ФМС требованием проверить Ярмольника на наличии латвийского гражданства или ВНЖ. После этого актер заявил, что имел ВНЖ немногим более года, но «уже его сдал». После начала войны с Украиной, в марте 2022 года, а также в 2023 году журналисты неоднократно обнаруживали артиста, гулявшего по Юрмале. Тот опроверг свои слухи о переезде, отметив, что регулярно приезжает в страну лишь для того, чтобы проводить время с внуками. При этом въезд всех граждан России с целью отдыха и туризма в Латвию, не имеющих ВНЖ, был полностью закрыт с 4 марта 2022 года и действует до 2025 года

## Фильмография

### Актёрские работы
| Год       |     | Название                                             | Роль                                                           |
| --------- | --- | ---------------------------------------------------- | -------------------------------------------------------------- |
| 1974      | тф  | Ваши права?                                          | Митя                                                           |
| 1976      | ф   | Горожане                                             | жених                                                          |
| 1976      | мтф | Красное и чёрное                                     | виконт де Люс (3-4 серии)                                      |
| 1976      | ф   | Весенний призыв                                      | бородач                                                        |
| 1979      | мтф | Ярость                                               | посетитель ресторана (в титрах не указан)                      |
| 1979      | ф   | В одно прекрасное детство                            | папа Пети-внука                                                |
| 1979      | ф   | Сыщик                                                | Гнус                                                           |
| 1979      | тф  | Тот самый Мюнхгаузен                                 | Феофил Мюнхгаузен, сын барона                                  |
| 1981      | ф   | Сашка                                                | пленный немец                                                  |
| 1981      | ф   | Сказка, рассказанная ночью                           | Клаус                                                          |
| 1981      | ф   | Шутка?! (короткометражный)                           | Костя Дёмин                                                    |
| 1981      | ф   | Женщина в белом                                      | человек в чёрном                                               |
| 1982      | тф  | Ищите женщину                                        | Максимэн, полицейский                                          |
| 1982      | ф   | Возвращение резидента                                | Чарли Брайтон                                                  |
| 1982      | ф   | Две главы из семейной хроники                        | Ганс Веллер                                                    |
| 1982      | тф  | Кафедра                                              | Паша Рубакин                                                   |
| 1982      | мтф | Профессия — следователь                              | Николай Писаренко                                              |
| 1982      | ф   | Нежданно-негаданно                                   | Алексей                                                        |
| 1983      | ф   | Любовью за любовь                                    | Бенедикт                                                       |
| 1983      | ф   | Пароль — «Отель Регина»                              | чекист на вокзале                                              |
| 1983      | ф   | Воробей на льду                                      | учитель музыки                                                 |
| 1983      | мтф | Инспектор Лосев                                      | Гога                                                           |
| 1984      | с   | ТАСС уполномочен заявить…                            | Гречаев, сотрудник КГБ, «ассистент режиссёра»                  |
| 1984      | ф   | Герой её романа                                      | Аполлинарий Полуведерский                                      |
| 1984      | ф   | Европейская история                                  | журналист                                                      |
| 1984      | ф   | Медный ангел                                         | Морис Барро, французский специалист                            |
| 1984      | тф  | Капитан Фракасс                                      | Леандр                                                         |
| 1984      | тф  | Пеппи Длинныйчулок                                   | жулик Блон                                                     |
| 1985      | тф  | Про кота...                                          | Кот                                                            |
| 1986      | ф   | Конец операции «Резидент»                            | Чарли Брайтон                                                  |
| 1986      | тф  | Весёлая хроника опасного путешествия                 | Тифис                                                          |
| 1986      | ф   | Капитан «Пилигрима»                                  | Гаррис, работорговец                                           |
| 1986      | мтф | Звездочёт                                            | Зоммер                                                         |
| 1986      | тф  | Тайна Снежной королевы                               | принц Нарцисс                                                  |
| 1986      | с   | Михайло Ломоносов                                    | Рихман                                                         |
| 1987—1988 | с   | Игра в детектив                                      | сержант                                                        |
| 1987      | ф   | Человек с бульвара Капуцинов                         | Мартин                                                         |
| 1987      | ф   | Кто ты, всадник?                                     | Алан Кейн                                                      |
| 1987      | ф   | Клуб женщин                                          | Вадим, учитель французского                                    |
| 1987      | ф   | Необыкновенные приключения Карика и Вали             | участковый Французов                                           |
| 1988      | ф   | Француз                                              | дядя Сева                                                      |
| 1988      | ф   | Ёлки-палки!                                          | Гриша Кайгородов                                               |
| 1989      | ф   | Две стрелы. Детектив каменного века                  | Долгоносик                                                     |
| 1989      | тф  | Не сошлись характерами                               | сексопатолог Кулькевич                                         |
| 1989      | ф   | Частный детектив, или Операция «Кооперация»          | самолётный террорист                                           |
| 1989      | ф   | Руанская дева по прозвищу Пышка                      | Корнюдель                                                      |
| 1990      | ф   | Паспорт                                              | Дод, израильский компаньон Бори, авантюрист                    |
| 1991      | ф   | Болотная street, или Средство против секса           | Геннадий                                                       |
| 1991      | ф   | Одиссея капитана Блада                               | Оливье Левассёр, французский пират, капитан капера «Ла Фудр»   |
| 1991      | ф   | Божья тварь                                          | хозяин квартиры                                                |
| 1991      | ф   | Чокнутые                                             | Тихон Зайцев, сотрудник III Отделения                          |
| 1991      | ф   | Гений                                                | камео                                                          |
| 1991      | ф   | Семь дней с русской красавицей                       | Феликс                                                         |
| 1992      | ф   | Вальс золотых тельцов                                | Саня                                                           |
| 1993      | ф   | Настя                                                | прохожий со шляпой                                             |
| 1994      | ф   | Кофе с лимоном                                       | Леша                                                           |
| 1995      | ф   | Московские каникулы                                  | Гриша                                                          |
| 1995      | ф   | Крестоносец                                          | камео                                                          |
| 1995      | ф   | Орёл и решка                                         | Гоша, новый русский                                            |
| 1996      | ф   | Операция «С Новым годом!»                            | Мавецкий, новый русский                                        |
| 1998      | тф  | Старые песни о главном 3                             | кинорежиссёр                                                   |
| 1998      | ф   | Перекрёсток                                          | Олег «Алик» Сергеевич Севостьянов                              |
| 1999      | ф   | Барак                                                | Жора / Георгий Осипович Фогельман, инвалид-фотограф            |
| 2000      | ф   | Бременские музыканты & Co                            | Петух-младший                                                  |
| 2004      | ф   | Мой сводный брат Франкенштейн                        | Юлик                                                           |
| 2005      | с   | Принцесса и нищий                                    | Прохоров                                                       |
| 2005      | с   | Дело о «Мёртвых душах»                               | Плюшкин                                                        |
| 2006      | с   | Заколдованный участок                                | Александр Юрьевич Нестеров, экстрасенс                         |
| 2006      | ф   | Связь                                                | Моня                                                           |
| 2006      | ф   | Обратный отсчёт                                      | Крот                                                           |
| 2007      | ф   | Лузер                                                | камео                                                          |
| 2008      | ф   | Стиляги                                              | отец Боба                                                      |
| 2008      | мтф | Отцы и дети                                          | доктор                                                         |
| 2010      | ф   | Любовь в большом городе 2                            | отец Игоря                                                     |
| 2010      | с   | Детективное агентство «Иван да Марья»                | Иван Сергеевич Андреев, частный детектив                       |
| 2010      | ф   | С болваном                                           | снимался                                                       |
| 2010      | ф   | Человек с бульвара Капуцинок                         | фельдъегерь                                                    |
| 2011      | ф   | Реальная сказка                                      | Кащей, он же олигарх Борис Эдуардович Кащеев                   |
| 2011      | ф   | Моя безумная семья!                                  | Бронислав Петрович, отец Вики                                  |
| 2013      | с   | Шерлок Холмс                                         | дворецкий Брантон                                              |
| 2013      | ф   | Трудно быть богом                                    | дон Румата                                                     |
| 2015      | ф   | Переводчик                                           | Ворон                                                          |
| 2016      | ф   | Ночные стражи                                        | майор Гамаюн, руководитель тайного отдела полиции              |
| 2017      | ф   | Любовь и Сакс                                        | муж Капитолины                                                 |
| 2018      | ф   | Одесса                                               | Григорий Иосифович                                             |
| 2020      | ф   | Что знает Тихая Герда / Ko zina Klusa Gerda (Латвия) | барон Фиттингоф                                                |
| 2023      | ф   | За нас с вами                                        | Дорфман                                                        |
| 2023      | с   | Мосгаз. Последнее дело Черкасова                     | Фёдор Сергеевич Маркин, коллекционер («Марк»)                  |
| 2024      | ф   | Мастер и Маргарита                                   | профессор Стравинский                                          |
| 2024      | с   | Первый номер                                         | Римонов, писатель, считается последним живым русским классиком |
| 2024      | ф   | Летучий корабль                                      | царь                                                           |

### Роли в киножурнале «Фитиль»
- 1984 — «Временный парадокс», реж. Л. Марягин — работник учреждения
- 1986 — «Приспособился», реж. Л. Гайдай — работник автобазы
- 1987 — «Неожиданное открытие», реж. Л. Гайдай — маляр
- 1990 — «Факир на час», реж. А. Панкратов-Чёрный — Мокин, работник конструкторского бюро
- 1991 — «Больной вопрос», реж. В. Кольцов — мужчина, решивший лечь в больницу

### Роли в киножурнале «Ералаш»
- 1985 — «Миллион лет назад... или ...Как появилась человеческая речь», реж. В. Ховенко (выпуск 53, эпизод 3) — первобытный учитель[66]
- 1987 — «Прости, Кикимора!», реж. В. Мартынов (спецвыпуск ГАИ 1, эпизод 3) — Баба-Яга
- 1990 — «Было времечко!», реж. Г. Байсак (выпуск 79, эпизод 3) — Виктор Кипятков (повзрослевший)[67]

### Озвучивание мультфильмов
- 1985 — Слонёнок заболел — врач
- 1987 — Счастливый Григорий — Несчастье
- 1987 — Три лягушонка — лягушонок в синих плавках
- 1988 — Доверчивый дракон — дракон
- 1988 — Три лягушонка. Выпуск 2 — лягушонок в синих плавках
- 1992 — Леато и Феофан. Партия в покер — кот Феофан
- 1994 — Страницы Российской истории. Рассказ первый: Земля предков — Нечто с хоботом
- 2020 — Чебурашка. Секрет праздника — Крокодил Гена

### Дубляж
- 2010 — Гадкий я — Грю[68]
- 2011 — Тачки 2 — Майлз Карданвал[69]

### Кинопродюсер
- 1995 — Московские каникулы
- 1998 — Перекрёсток
- 1999 — Барак
- 2004 — Мой сводный брат Франкенштейн
- 2007 — Тиски
- 2008 — Стиляги
- 2013 — Ку! Кин-дза-дза
- 2018 — Одесса
- 2021 — День мёртвых

## Театральные работы

### Театр на Таганке
- «Десять дней, которые потрясли мир» Д. Рида; режиссёр Ю. Любимов — Керенский[70]
- «Мастер и Маргарита» М. Булгакова; режиссёр Ю. Любимов — Азазелло
- «Павшие и живые»; режиссёр Ю. Любимов[70]
- «Час пик» Е. Ставиньского

### «Современник»
- 2010 — «С наступающим!»; режиссёр Родион Овчинников — Кирилл Цандер[71]

### Театр русской песни (Москва)
- 2015 — «И снова с наступающим»[72]

## Рок-оперы
- 1985 — Стадион — газетчик
- 2009 — Мастер и Маргарита — Вахтёр в «Грибоедове»

## Телевизионная карьера
- Телепрограмма «Вокруг смеха». Участник с юмористическими пантомимами («Цыплёнок табака» и тому подобные)
- 10 февраля 1993 года — 29 декабря 1997 года — Развлекательное шоу «L-клуб» на 1-м канале Останкино, затем на РТР, соавтор, ведущий[73]
- 8 октября 1997 года — 21 ноября 1998 года — Телеигра «Золотая лихорадка» на ОРТ, автор, ведущий
- 10 октября 1999 — 7 марта 2000 года — Игровое шоу «Отель», ведущий
- 25 февраля — 4 июля 2000 года — телеигра «Гараж», ведущий[74][75]
- 10 апреля — 20 августа 2000 года — городская лотерея «Суперлото», ведущий[76]
- 2003—2004; 2006 — Игровое шоу «Форт Боярд» (русская версия) на телеканале «Россия». Ведущий, изначально в паре с Оксаной Фёдоровой в 3-4 сезоне[77], позже с Екатериной Коноваловой и Еленой Кориковой в 5 сезоне[78].
- 1 января 2004 года — «Голубой огонёк на Шаболовке», один из ведущих
- 2014—н.в. — «Точь-в-точь», член жюри
- 16 сентября 2017 года стал участником шоу «Короли фанеры» на «Первом канале»[79]

## Признание и награды
- 1995 — Национальная премия кинокритики и кинопрессы России «Золотой Овен» как лучший продюсер года (фильм «Московские каникулы»)
- 1999 — Номинация «Золотой Овен» за лучшую роль второго плана в фильме «Барак»[80]
- 2000 — Государственная премия РФ в области киноискусства за фильм «Барак»[81]
- 2000 — Национальная кинематографическая премия Российской академии кинематографических искусств «Ника» за лучшую роль второго плана в фильме «Барак»
- 2005 — Номинация на премию «Ника» в номинации за лучшую мужскую роль в фильме «Мой сводный брат Франкенштейн»[82]
- 2015 — Премия «Ника» за лучшую мужскую роль («Трудно быть богом»)
- 2019 — главный приз «За лучшую мужскую роль» на XII российском открытом кинофестивале «Мужская роль» имени И. И. Мозжухина в Пензе — за роль Григория Иосифовича в художественном фильме «Одесса»[83].
- 2021 — Премия «Ника» за 2019 год за лучшую мужскую роль (за роль Григория Иосифовича в художественном фильме «Одесса»)[84]
- Известно, что в 1994 году Л. Ярмольник отказался от звания «Заслуженного артиста России», а уже спустя 10 лет — от звания «Народный артист России», которое ему планировали присвоить без промежуточного звания в связи с 50-летием. Ярмольник аргументировал отказы тем, что «у артиста должно быть только имя», и приводил в пример Владимира Высоцкого[2][3].

## Бизнес
- С 1997 года — совладелец стоматологической клиники «Dental-Art» (делит с Андреем Макаревичем и Леонидом Якубовичем)[85].

## Хобби
- Коллекционирует автомобили «Победа» с 2004 года, первый автомобиль подарила жена[86].
- Коллекционирует картины Кати Медведевой[87].

## Факты
- В 1982 году снялся обнажённым в подарок Елене Кореневой, на долгую память по случаю её отъезда на ПМЖ в США, так как она вышла замуж за американца. Вместе с ним снялись Александр Абдулов, Виктор Иванов и Михаил Перченко (фотограф Валерий Плотников)[19].
- По просьбе Владимира Высоцкого играл вместо него роль Керенского в спектакле «Театра на Таганке»[5].
- В его первом доме много лет жил Андрей Макаревич[19].
- В 1993 году, чтобы не потерять квартиру родителей во Львове, получил украинское гражданство[1].
- Близко дружил семьями с Владиславом Листьевым и Альбиной Назимовой, но не любит об этом рассказывать[19].

### Фильмы о Леониде Ярмольнике
- 2014 — «Леонид Ярмольник. „Я — счастливчик!“» (Первый канал, автор сценария Зарема Джаубаева, режиссёр Константин Смилга)[70]